# Au in der Hallertau
Au in der Hallertau település Németországban, azon belül Bajorországban. Lakosainak száma 6348 fő (2023. december 31.). Au in der Hallertau Rudelzhausen, Nandlstadt, Attenkirchen és Wolfersdorf községekkel határos.

## Népesség
A település népessége az elmúlt években az alábbi módon változott:
| Lakosok száma | 801  | 2022 | 2428 | 4137 | 5655 | 5773 | 5944 | 5986 | 6269 | 6348 |
|               | 1875 | 1950 | 1975 | 1987 | 2012 | 2014 | 2016 | 2017 | 2021 | 2023 |